# TM Network
 (octobre 2016).
Si vous disposez d'ouvrages ou d'articles de référence ou si vous connaissez des sites web de qualité traitant du thème abordé ici, merci de compléter l'article en donnant les références utiles à sa vérifiabilité et en les liant à la section « Notes et références ».
TM Network (ティーエム・ネットワーク, Tīemu nettowāku), stylisé TM NETWORK, brièvement renommé TMN, est un groupe de pop rock japonais. Il est considéré comme un prototype de J-pop, car Tetsuya Komuro est devenu un célèbre producteur de chanteurs J-pop orientés vers la dance dans les années 1990. Cependant, leur album Major Turn Round de 2000 est influencé par le rock progressif.

## Biographie
TM Network débute en 1984, formé de Tetsuya Komuro (claviers), Takashi Utsunomiya (chant), et Naoto Kine (guitare). Le groupe connait un succès populaire pendant les dix années suivantes, et interprète notamment le tube Get Wild, générique de la série anime City Hunter en 1987, et d'autres thèmes pour les anime Vampire Hunter D, Mobile Suit Gundam, et City Hunter 2.
Il change de nom pour TMN en 1990, jusqu'à sa séparation en 1994. Tetsuya Komuro, qui s'était déjà fait un nom en écrivant de nombreux tubes pour d'autres artistes, se lance pleinement dans la production musicale avec un énorme succès, marquant de son empreinte la deuxième moitié des années 1990. En pleine gloire, il reforme TM NETWORK en 1999, sous son nom original, en parallèle avec ses autres activités et groupes, dont le groupe globe. Mais le groupe connaît un coup d'arrêt en 2008 à la suite de l'arrestation pour fraude de Komuro, ruiné par son train de vie luxueux.
En 2012, le groupe TM NETWORK marque son retour avec un grand concert au Nippon Budokan sous le nom "Incubation Period". Pendant les 3 prochaines années, le groupe poursuivra les concerts avec des nouvelles versions de leurs titres à succès sous le style EDM voulu par Komuro.

## Membres
- Tetsuya Komuro - claviers, compositions, arrangements, textes, production, chœurs
- Takashi Utsunomiya - chant
- Naoto Kine - guitare, compositions, piano, harmonica, chœurs

## Discographie

### Albums studio
- 1984 : Rainbow Rainbow
- 1985 : Childhood'S End
- 1985 : Twinkle Night (Mini album)
- 1986 : Gorilla
- 1987 : Self Control
- 1987 : Humansystem
- 1988 : Carol
- 1990 : Rhythm Red
- 1991 : Expo
- 2000 : Major Turn Round
- 2004 : Network Tm -Easy Listening
- 2007 : Speedway
- 2014 : Quit 30

### Singles
- 1984 : Kinyoubi No Lion (金曜日のライオン)
- 1984 : 1974
- 1985 : Accident (アクシデント)
- 1985 : Dragon The Festival (Zoo Mix)
- 1985 : Your Song ("D"Mix) (Thème de Vampire Hunter D : Chasseur de vampires)
- 1986 : Come On Let'S Dance (This Is The Fanks Dyna-Mix)
- 1986 : Girl
- 1986 : All-Right All-Night
- 1987 : Self Control
- 1987 : Get Wild (Thème De City Hunter (1))
- 1987 : Kiss You
- 1988 : Resistance
- 1988 : Beyond The Time 〜メビウスの宇宙を越えて〜 (thème de Mobile Suit Gundam : Char contre-attaque)
- 1988 : Seven Days War
- 1988 : Come On Everybody
- 1989 : Just One Victory (たったひとつの勝利) / Still love Her （失われた風景） (Musique d'un des génériques de fin de City Hunter 2)
- 1989 : Come On Everybody (avec Nile Rodgers)
- 1989 : Kiss You (Kiss Japan)
- 1989 : Get Wild '89
- 1989 : Dive Into Your Body
- 1990 : The Point Of Lovers' Night
- 1990 : Time To Count Down
- 1990 : Rhythm Red Beat Black
- 1991 : Rhythm Red Beat Black (Version 2.0)
- 1991 : Love Train/We Love The Earth
- 1991 : Wild Heaven
- 1993 : Ichizu Na Koi (一途な恋)
- 1994 : Nights Of The Knife
- 1999 : Get Wild Decade Run
- 1999 : 10 Years After
- 1999 : Happiness×3 Loneliness×3
- 2000 : Message
- 2000 : Ignition, Sequence, Start
- 2000 : We Are Starting Over
- 2002 : Castle In The Clouds
- 2004 : Network TM
- 2007 : Welcome Back 2
- 2012 : I am
- 2014 : Loud

### Compilations
- 1987.07.01 : Gift For Fanks
- 1994.06.22 : Tetsuya Komuro Presents Tmn Black
- 1994.06.22 : Takashi Utsunomiya Presents Tmn Red
- 1994.06.22 : Naoto Kine Presents Tmn Blue
- 1996.12.12 : Time Capsule
- 1999.01.30 : Star Box Tm Network
- 1999.01.30 : Star Box Tmn
- 2000.03.23 : Best Tracks 〜a Message To The Next Generation〜
- 2003.01.01 : The Legend
- 2004.12.22 : Welcome To The Fanks!
- 2008.05.28 : Tm Network The Singles 1
- 2008.07.02 : Tm Network Best Of Best
- 2008.07.20 : Tm Network Super Best
- 2008.11.26 : Tm Network The Singles 2

### Albums remix
- 1989.5.12 : Dress
- 1993.8.21 : Tmn Classix 1
- 1993.8.21 : Tmn Classix 2
- 2014.4.22 : Dress2

### Albums live
- 1992.8.21 : Tmn Colosseum I
- 1992.8.21 : Tmn Colosseum Ii
- 1994.8.11 : Tmn Final Live Last Groove 5.18
- 1994.8.11 : Tmn Final Live Last Groove 5.19

### Coffrets
- 1994.5.26 : Groove Gear 1984-1994 (Cd + Vhs)
- 2004.3.31 : World Heritage Double-Decade Complete Box

## Vidéos
- Vision Festival
- "Bee" Presents Tm Visions
- Fanks "Fantasy" Dyna-Mix
- Self Control And The Scenes From "The Shooting"
- Gift For Fanks Video Since 1985-1988
- Fanks The Live 1 Fanks Cry-Max
- Fanks The Live 2 Kiss Japan Dancing Dyna-Mix
- Fanks The Live 3 Camp Fanks!! '89
- Fanks The Live 4 (For Not Sale)
- Carol The Live
- Rhythm Red Beat Black
- Rhythm Red Live World'S End I / Ii
- Expo Arena Final
- Final Live Last Groove 5.18
- Final Live Last Groove 5.19
- Decade(Tm Network 1984-1994)
- Live Tour Major Turn-Round 1
- Live Tour Major Turn-Round 2
- Live Tour Major Turn-Round 3 (For not sale)
- Tm Network Tribute Live 2003
- Live In Naeba'03 -Formation Lap-
- Tm Network Double-Decade Tour "Network"
- All The Clips
- Spin Off From Tm -Tribute Live 2005-
- Spin Off From Tm -8songs,And More.-
- Spin Off From Tm 2007-Tribute Live Iii
- Tm Network -Remaster- At Nippon Budokan 2007
- Tm Network Concert Incubation Period
- Tm Network Final Mission - Start Investigation
- Tm Network Quit 30 Huge Data
- Tm Network The Movie 1984 -
- Tm Network Final 30th
- Tm Network 2012 - 2015